# Sera Kutlubey
Sera Kutlubey es una actriz turca conocida por su papel de Cemre Yilmaz en la serie de televisión turca Zalim İstanbul, lo cual la llevó a tener gran reconocimiento.

## Carrera
Sera nació en Ankara, Turquía en 1997. Desde pequeña se sintió atraída por la actuación por lo que estudió Teatro en la Universidad de Haliç y  actuación y dicción en la Academia de Ciencias de la Comunicación de Baskent. Tuvo su primera experiencia actoral con la serie Kehribar en el 2016, continuó su carrera en televisión donde Interpretó a Hasret en la serie de televisión Babam ve Ailesi y a Seher en la serie de televisión İsimsizler .En 2019 saltó a la fama con el personaje de Cemre Yilmaz en la serie de televisión Zalim İstanbul con el que recibió grandes elogios.

## Filmografía
| Año       | Título          | Personaje              | Notas           |
| --------- | --------------- | ---------------------- | --------------- |
| 2016      | Kehribar        | Joven Leyla            | Rol de soporte  |
| 2016      | Babam ve Ailesi | Hasret                 | Rol de soporte  |
| 2017      | İsimsizler      | Seher                  | Rol de soporte  |
| 2019-2020 | Zalim İstanbul  | Cemre Yilmaz / Karaçay | Papel principal |
| 2021      | Hercai          | Azra                   | Rol de soporte  |
| 2022-2023 | Iyilik          | Damla Dinçer           | Papel principal |
| 2023      | Adım Farah      | Merjan Azadi           | Rol de Soporte  |

## Premios y nominaciones
| Premios y nominaciones | Premios y nominaciones                | Premios y nominaciones           | Premios y nominaciones | Premios y nominaciones |  |
| Año                    | Entrega de premios de la organización | Categoría                        | Proyecto               | Resultados             |  |
| ---------------------- | ------------------------------------- | -------------------------------- | ---------------------- | ---------------------- |  |
| 2019                   | Pantene Golden Butterfly Awards       | Mejor Pareja TV (Cenk & Cemre)   | Zalim İstanbul         | Nominada               |  |
| 2020                   | Golden Summit and Career Awards       | Premio a la mejor actriz del año | Zalim İstanbul         | Ganadora               |  |